# Liuzhou Forest City
Liuzhou Forest City es una ciudad planificada en Guangxi, al sur de la República Popular China.

## Geografía
Liuzhou se encuentra a orillas del río Liu, a una distancia aproximada de 255 km (158 millas) de Nanning, la capital regional. La Liuzhou Forest City se construirá al norte de Liuzhou, en las montañas Nanling.

## Historia
Los hombres de Liujiang, una de las primeras especies humanas modernas, se encuentran en esta región. Tiene una historia continua de 2.100 años. La cercana ciudad de Liuzhou fue encontrada en 111 a. C., entonces se la conocía como Tanzhong.
China ha registrado una de las tasas de urbanización más altas, con 14 millones de habitantes que migran a las ciudades cada año. Forest City es un proyecto iniciado en China para combatir la contaminación ambiental. El plan maestro de la ciudad fue subido por Planificación Urbana del Municipio de Liuzhou en 2017. La construcción comenzó en 2020.

## Diseño
El concepto de esta ciudad comenzó justo después del éxito de Bosco Verticale en Milán, Italia. Forest City se estaba desarrollando en un área de 1,75 km² (0,68 millas cuadradas) para albergar a unos 30 000 ciudadanos. Todas las construcciones y edificios como oficinas, casas, hoteles, hospitales y escuelas estarán completamente cubiertos por plantas y árboles para combatir la contaminación atmosférica. La ciudad albergará 40.000 árboles y casi 1 millón de plantas de 100 especies diferentes. Está previsto que esta ciudad absorba alrededor de 10.000 toneladas de CO2, 57 toneladas de contaminantes y produzca unas 900 toneladas de oxígeno al año.